# Вестхофф, Клара
Клара Вестхофф (нем. Clara Westhoff, имя при рождении Clara Henriette Sophie Westhoff, известная также как Клара Рильке-Вестхофф, 21 сентября 1878, Бремен – 9 марта 1954, Фишерхуде) – немецкая художница и скульптор, жена поэта Райнера Марии Рильке.

## Биография
Клара Вестхофф родилась в семье купца Генриха Вестхоффа (1840-1905) и Йоханны Вестхофф (1856-1941), помимо неё в семье было ещё двое сыновей. В возрасте 17 лет Клара Вестхофф переехала в Мюнхен, где обучалась живописи в частной школе живописи им. Фридриха Фера и Людвига Шмид-Ройтте. В 1898 году она брала уроки рисования и моделирования у Фрица Макензена в Ворпсведе. В Ворпсведе она подружилась с Отто Модерзоном и Паулой Модерзон-Беккер; с последней они сохраняли теплые отношения на протяжении всей жизни. В 1900 году Клара познакомилась со своим будущим мужем, поэтом Райнером Марией Рильке.
В 1899 году она продолжила свое обучение у Карла Сеффнера и Макса Клингера в Лейпциге, а в 1900 году у Огюста Родена в Париже, также посещая Академию Жюлиана.

## Творчество

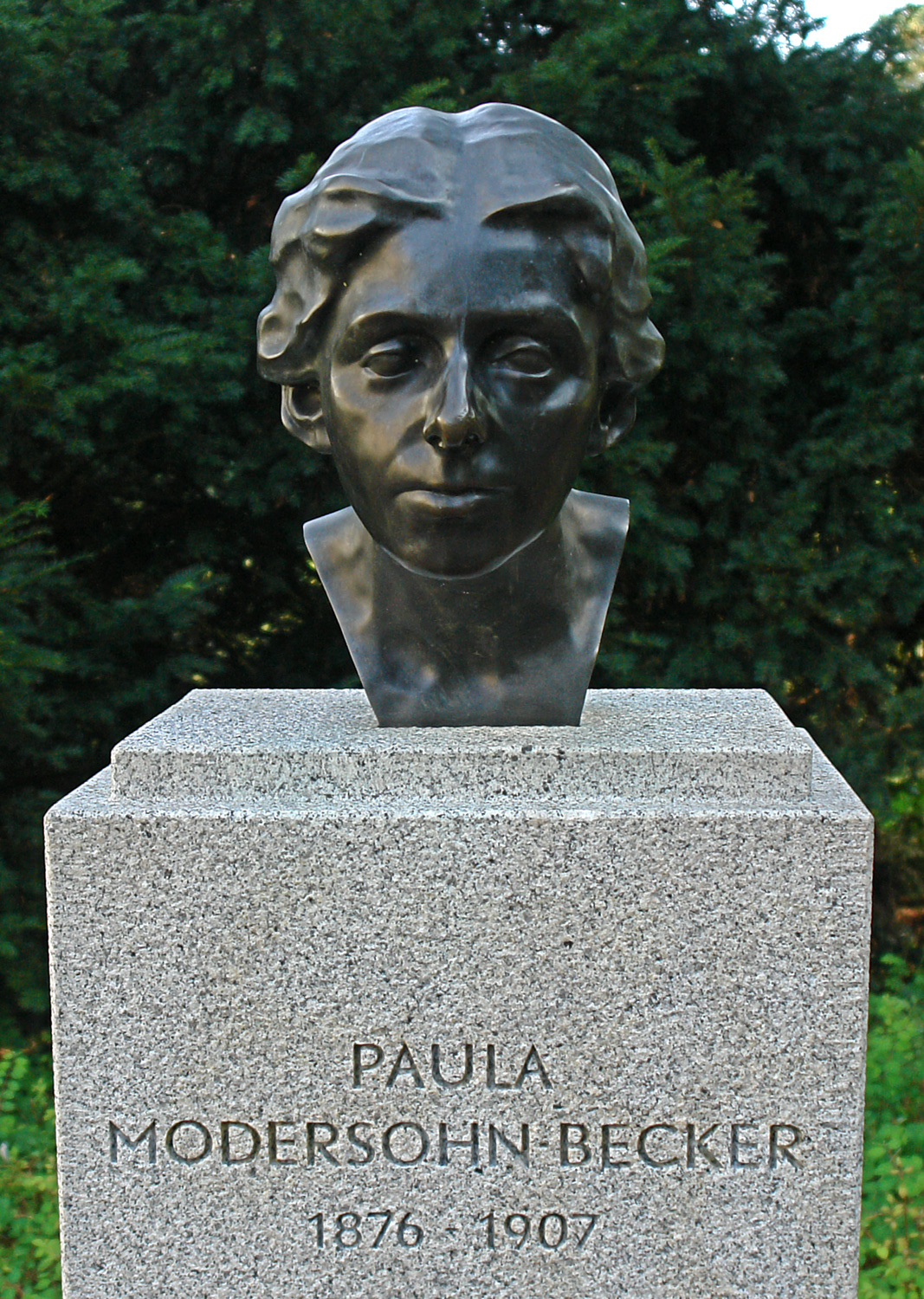
Бюст художницы Паулы Модерзон-Беккер, Бремен. Клара Вестхофф, 1908.

Клара Рильке-Вестхофф сегодня считается одной из пионерок среди женщин-скульпторов Германии. Клара Вестхофф работала скульптором всю свою жизнь. Так как Клара всегда испытывала финансовую нужду, она вынуждена была выполнять большое количество заказов: так она оказалась практически привязанной к жанру портрета. Но, работая как независимая художница, она реализовала себя в области, которая считалась мужской. Она сама определила себя как скульптора и настаивала на своем призвании, хотя это стоило ей большого количества материальных и духовных сил.
К 1925 году Вестхофф обратилась к живописи, поэтому в дополнение к своим скульптурным работам она создала не менее значительную часть живописных работ. Вскоре после её смерти, как и у многих женщин искусства 1950-х годов, она впала в забвение. Её работы находились в частной собственности или едва были доступны для публики в различных коллекциях.
Своей всеобъемлющей биографией в 1986 году исследователь Марина Зауэр реабилитировала творчество Клары Вестхофф, освободив художницу от клише жены Рильке и подруги Паулы Модерзон-Беккер.

## Личная жизнь

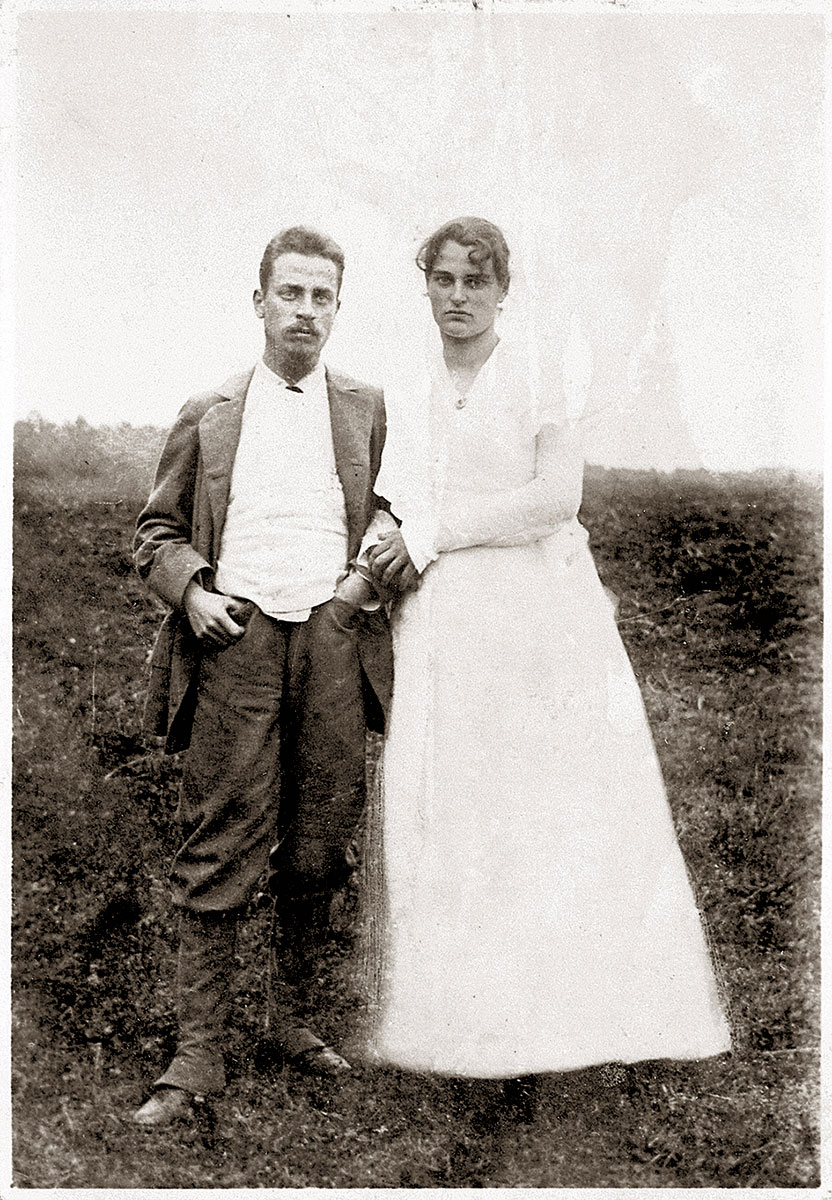
Райнер Мария Рильке и Клара Вестхофф, 1901

Со своим будущем мужем поэтом Райнерем Марией Рильке Клара Вестхофф познакомилась в Ворпсведской колонии художников в 1900 году. 28 апреля 1901 года она вышла за него замуж, и они переехали в деревню Ворпсведе. Там Рильке купил дом, интерьер для которого спроектировал его друг, художник Генрих Фогелер. В декабре 1901 года у Рильке и Вестхофф родилась дочка Руфь.
В 1902 году Рильке оставил Клару, однако дружеские отношения между ними сохранились на всю жизнь. Окончательный разрыв произошёл в 1912 году.
Кларе Вестхофф-Рильке потребовались годы, чтобы преодолеть травму разлуки, восстановить равновесие и добиться достаточной финансовой стабильности для обеспечения дочери. Ей это удалось лишь тогда, когда Рут исполнилось 11 лет. Но финансовые заботы обременяли её художественную работу на протяжении всей её жизни.
В 1919 году Вестхофф переехала со своей дочерью в Фишерхуде, где она прожила до самой смерти. позже её дом со студией стал "Кафе Рильке", который существует и по сей день.